# Storks (film)
Storks is een Amerikaanse 3D-computeranimatiefilm uit 2016, geregisseerd door Nicholas Stoller en Doug Sweetland.

## Verhaal
Vroeger leverden ooievaars enkel baby’s af maar nu leveren ze pakketten af in dienst van het grote internetbedrijf Cornerstore.com. Junior is de topbezorger van het bedrijf en net voor zijn promotie activeert hij per ongeluk de "babymaakmachine" waardoor een schattig meisje geproduceerd wordt. Voordat zijn baas het doorkrijgt, probeert Junior het meisje af te leveren aan de geschikte ouders, de eerste babylevering ooit voor hem. Hij krijgt daarbij de hulp van zijn vriendin Tulip, de enige mens op Stork Mountain. Tulip was de laatste baby die het bedrijf produceerde alvorens over te schakelen naar pakketjes. Zij kon niet meer bezorgd worden en bleef daarom bij het bedrijf in dienst. 

## Stemverdeling
| Personage     | Originele stem          | Nederlandse stem     | Vlaamse stem          |
| ------------- | ----------------------- | -------------------- | --------------------- |
| Junior        | Andy Samberg            | Charly Luske         | Mathias Vergels       |
| Tulip (Tulp)  | Katie Crown             | Bracha van Doesburgh | Kim Hertogs           |
| Hunter        | Kelsey Grammer          | Huub Dikstaal        | Axel Daeseleire       |
| Alfawolf      | Keegan-Michael Key      | Murth Mossel         | Wouter Hendrickx      |
| Betawolf      | Jordan Peele            | Frans Limburg        | Jenne Decleir         |
| Nate          | Anton Starkman          |                      | Tuur Verelst          |
| Sarah Gardner | Jennifer Aniston        | Peggy Vrijens        | Hilde De Baerdemaeker |
| Henry Gardner | Ty Burrell              | Jelle Amersfoort     | Jan Schepens          |
| Toady         | Stephen Kramer Glickman | Florus van Rooijen   | Bert Van Poucke       |
| Jasper        | Danny Trejo             | Roberto de Groot     | Vincent Byloo         |
| Quail         | Awkwafina               |                      |                       |